# Висмар
Вѝсмар (на немски: Wismar, [ˈvɪsmaʁ]) е ханзейски град на Балтийско море в Мекленбург-Предна Померания, Германия, с 42 557 жители (2015).
За пръв път е споменат в документ през 1229 г.